# Calzetteria
Calzetteria designa la produzione, il commercio o il luogo di produzione e vendita di articoli di abbigliamento a maglia, e più in particolare calze e biancheria intima. Sono realizzati in lana, cotone, fibra sintetica o seta, lavorati a mano o a macchina sotto forma di jersey.

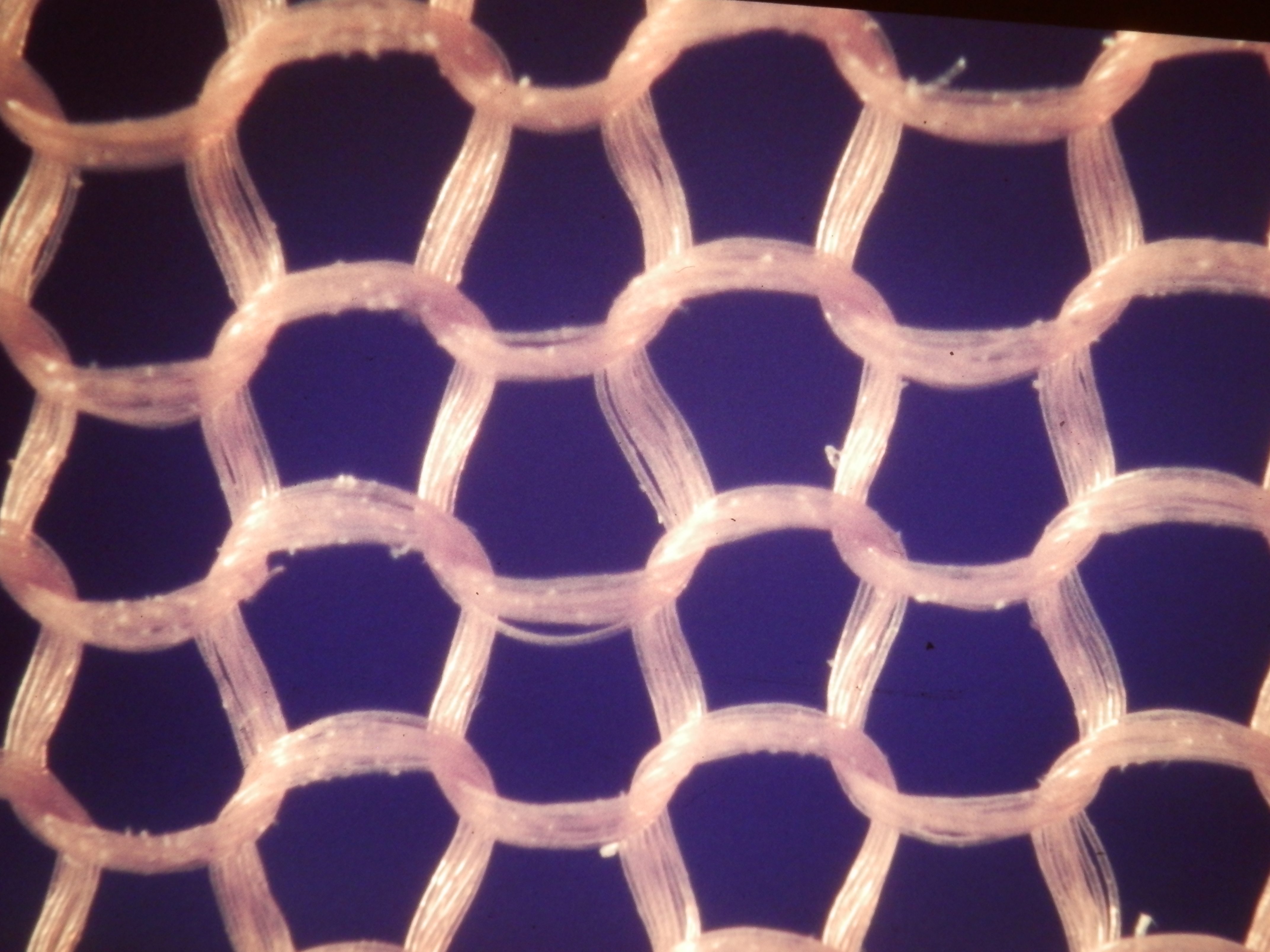
Fotografia ravvicinata di calze di nylon lavorate a maglia.

## "Calzettiere"
Etimologicamente, il "calzettiere" è un commerciante che produce o vende articoli di calzetteria.
Questo nome è stato documentato dal 1449. Nel Medioevo la calzetteria costituiva uno dei sette grandi mestieri.
La storia della produzione di berretti di cotone a maglia inizia con l'invenzione del telaio per maglieria da parte dell'inglese William Lee nel 1589. Nella città di Troyes, Jean de Mauroy, controllore delle taglie e aiuti del regno, creò nel 1745 la prima fabbrica di calze di maglia all'Hospital de la Trinité dove venivano accolti i bambini poveri.

## Calzetteria
Questa parola è apparsa nel XV secolo, deriva dalla parola cuffia, che a quel tempo significava panno per capelli. 
La calzetteria fantasia comprende tutti gli indumenti in rete, maglieria.
La calzetteria è anche il termine usato per designare i negozi, ormai scomparsi, dove si vendono articoli di calzetteria.
La produzione continua e sono previsti corsi di formazione specifici.

## Macchinari
- Macchina per maglieria
- Macchina circolare per maglieria